# سلامه موسی
سلامه موسی (عربی: سلامه موسی، قبطی: ⲥⲁⲗⲁⲙⲁ ⲙⲱⲩⲥⲏⲥ؛ زاده: ۴ فوریه ۱۸۸۷ – درگذشته: ۴ اوت ۱۹۵۸) اصلاح طلب و از پیشگامان رنسانس عربی است. او پیشگام سوسیالیسم مصر و از اولین ترویج دهندگان این تفکر بود. در روستای بهنبای، هفت کیلومتری زقازیق از پدر و مادر قبطی متولد شد. علاقه وافر و توجه خاصی به فرهنگ داشت و اعتقاد راسخ داشت، که اندیشه می‌تواند ضامن پیشرفت و رونق شود.
سلامه موسی عضو گروهی از روشنفکران مصری بود، که احمد لطفی السید از جمله آن‌ها بود و خواستار ساده کردن زبان عربی و قواعد صرف و نحو آن بود و اینکه زبان عامیانه مصری به‌رسمیت شناخته شود. استدلال آن‌ها این بود که زبان عربی برای نسل‌ها تغییر نکرده بود و بیشتر مصری‌ها بیسواد هستند که باعث شد که موسی و دیگران تقاضا کنند که عربی را به زبان عامیانه بنویسند. نجیب محفوظ نیز تحت تأثیر او قرار گرفت وقتی به او گفت: شما استعداد بزرگی دارید، اما مقالات شما بد است. این باعث شد تا نجیب محفوظ در انتخاب موضوعاتش توجه بیشتری بکند.

## زندگی

### تولد و مراحل رشد
سلامه موسی در سال ۱۸۸۷ در روستای بهنبای، در هفت کیلومتری شهر زقازیق در مصر به‌دنیا آمد. پدرش مسیحی و کارمند دولت بود، دو سال پس از تولد، پدرش فوت کرد. پسر در یک مدرسه قبطی ثبت نام کرد و سپس در مدرسه ابتدایی الزقازیق به مدرسه رفت تا دوره ابتدائی را گذراند. او سپس به قاهره نقل مکان کرد و در آنجا به مدرسه التوفیقیة و سپس مدرسه الخدیویة رفت تا مدرک کارشناسی خود را در سال ۱۹۰۳ دریافت کرد.

### سفر به غرب
در سال ۱۹۰۶ به علت مشکلات خانوادگی، تصمیم گرفت به اروپا سفر کند و در آن وقت وی ۱۹ ساله بود. این تصمیم تأثیر مهمی در شکل‌گیری آگاهی و اندیشه او داشت. او به فرانسه سفر کرد و سه سال زندگی خود را درآنجا گذراند، و از خلال آن با طرز تفکر و فلسفه غربی‌ها آشنا شد و تعداد زیادی از نوشته‌های آن‌ها را خواند و با ولتر آشنا شد و تحت تأثیر وی قرار گرفت کما اینکه نوشته کارل مارکس و دیگر سوسیالیست‌ها را خواند و نیز او در آنجا با یافته‌های مصرشناسی آشنا شد.
پس از گذراندن سه سال در پاریس، او به انگلستان رفت تا حقوق را بیاموزد، جایی که چهار سال دیگر در آنجا زندگی کرد، اما او تحصیلات خود را رها کرد و به خواندن ادامه داد. او به انجمن روانپزشکان و انجمن فابین پیوست و در آنجا با نمایشنامه‌نویس ایرلندی و نویسنده جورج برنارد شاو دیدار کرد و تحت تأثیر چارلز داروین به ویژه تئوری تکامل او قرار گرفت.

### در مصر
پس از بازگشت از انگلیس، به مصر او اولین کتابش در مورد سوسیالیسم در جهان عرب را در سال ۱۹۱۲ منتشر کرد. همچنین او و شبلی شمیل یک هفته‌نامه به نام المستقبل در سال ۱۹۱۴ منتشر کردند، اما این هفته‌نامه پس از نشر شماره ۱۶ خود بسته شد. همچنین وی به همراه محمد عبدالله عنان حزب سوسیالیست مصر را در سال ۱۹۲۱ تأسیس کردند ولی بزودی از این حزب کناره‌گیری کرد چون نمی‌خواست که به محدودیت‌های تشکیلاتی تن دهد و این امر بر اثر اختلافاتی بود که رخ داد که ناشی از انتقادات او از انقلاب اکتبر بود، بدنبال آن از زندگی سیاسی کناره گرفت و تنها به فعالیت‌های فکری پرداخت، و از ۱۹۲۳ به مدت ۶ سال ریاست مجله هلال را به عهده گرفت.
در سال ۱۹۳۰، آکادمی فرهنگ علمی مصر را تأسیس کرد و مجله‌ای مجله بنام مجله الجدیده را منتشر کرد که هدف آن ترجیح دادن به روند علمی بر فرهنگ عربی بود، اما دولت صدقی پاشا این آکادمی را بست. انجمن «مصری برای مصری» را تشکیل داد و این انجمن کالاهای انگلیسی را تحریم کرد که با الهام گرفتن از تجربه گاندی رهبر هند صورت گرفت.

## طرز تفکر
تفکر سلامه موسی را می‌توان در سه جهت خلاصه کرد:
- عقل‌گرائی و مدرنیزه کردن با الهام از غرب
- اعتقاد او به سوسیالیسم به عنوان راهی برای رسیدن به عدالت اجتماعی
- جستجو برای ریشه‌های شخصیت مصری در ریشه‌های فرعونی آن و اضافه بر آن‌ها به دموکراسی، لیبرالیسم، سکولاریسم و رهایی زنان دعوت شده‌است.

### عقلانیت و الهام گرفتن از غرب
فکر او تحت تأثیر روشنفکران غربی قرار گرفت و تحت تأثیر دیگر روشنفکران عرب در رنسانس قرار داشت. سلامه معتقد بود که برای دستیابی به رنسانس در جامعه خود، باید از غرب الهام گرفت.

### سوسیالیسم
سلامه تحت تأثیر تفکرات سوسیالیستی به ویژه فابین جامعه بریتانیا بود، که خواستار تحقق تدریجی سوسیالیسم بدون خشونت یا انقلاب بود. با این حال، او استدلال سوسیالیسم علمی را رد کرد و وظیفه تدریجی پیشرفت را رد کرد و خواستار ایجاد دموکراسی پارلمانی شد و انتقاداتی به گرایش بلشویسم وارد کرد.

### گرایش به فرعونیت
سلامه موسی از آخرین یافته‌های مصرشناسی مطلع شد و در زمانی که در فرانسه بود تحت تأثیر آن قرار گرفت، پس از بازگشت به مصر، درجریان ایده‌های احمد لطفی السید قرار گرفت، او یک مفهوم جدید از شخصیت مصر بر اساس یک مبنای متفاوت از شرق و ارتباط مذهبی و ارتباط بین ملیت و منفعت قائل بود، به نظر او مهم‌ترین موضوع رو به جلو در این زمینه، چنگ زدن مصریان به فراعنه بود.
سلامه موضع منفی در مورد ادبیات و میراث عربی داشت. نقد ادبیات مصر در سنت ادبیات عربی را مورد انتقاد قرار داد و از ادبای مصر می‌خواست که از نویسندگان مترقی اروپایی یاد بگیرند. وی معتقد بود که زبان عربی به ادبیات مصر خدمت نمی‌کند و آن را تبلیغ نمی‌کند و همچنین ناسیونالیسم مصری را تباه می‌کند و آن را در عرصه ملی‌گرایی عرب انحلال می‌دهد.

## آثار
وی نوشته‌های زیادی از خود برجای گذاشت که در رابطه با موضوعات مختلفی نوشته شده‌است، او از سن ۲۰ سالگی آغاز به نوشتن کرد تسلطش بر زبان‌های انگلیسی و فرانسوی این فرصت را به او داد که از علوم و معارف و فرهنگ‌های متنوعی مطلع شود، حدود ۴۰ کتاب منتشر کرده‌است از جمله: «سوسیالیسم» و مقدمه سوپر من و آزادی اندیشه در مصر، و رنسانس اروپا، و جهان پس از سی سال، آزادی و قهرمانان آن در تاریخ، رویاهای فلاسفه، زنان بازیچه دست مردان نیستند و آن‌ها به من آموختند بود. وی نیز زندگی‌نامه خود را در کتابی بنام تربیت سلامه موسی، منتشر کرد و همچنین مجلات و کتاب‌های دیگر و مقالات بسیاری را نیز منتشر کرد.

## نقد و بررسی

### دیدگاه علاقه‌مندان
یکی از حامیان سلامه، غالی شکری است وی تأکید می‌کند که سلامه موسی معتقد بود که، آزادی طبقات سرکوب شده در برده‌داری اولیه، از اسارت توهمات و خرافات، منجر به آزاد شدن آن‌ها از دسته دوم بردگی، یعنی از استثمار طبقاتی می‌شود.

### دیدگاه منتقدان
دیدگاه‌های اعلام شده سلامه موسی به‌طور گسترده‌ای مورد انتقاد قرار داشت، و توسط نویسنده مصطفی صادق الرافعی به عنوان ضداسلام توصیف شده بود یا نویسنده عباس محمود از منتقدان وی، پس از انتشار کتاب بلاغت دوران و زبان عربی از او به عنوان فردی غیر عرب یاد کرده‌است. مجله ادبی الرساله در انتقاد به وی نوشت، او نویسنده‌ای است که تسلطش بر زبان لاتین بیشتر از عربی است و دیگران به او حمله کرده و گفتند: «این صفحه باید از تاریخ فرهنگ ما برداشته شود».